# Dead Man Don’t Wear Plaid
A Dead Man Don't Wear Plaid az Odaát című televíziós sorozat ötödik évadának tizenötödik epizódja.

## Cselekmény
Dean és Sam, mialatt azon tanakodnak, miért nem beszél velük Bobby már napok óta, a Dél-Dakotai Sioux Falls városában térnek be egy étterembe, hogy beszéljenek egy Digger Wells nevű férfival, aki azt állítja, látta, amint egy 5 éve meghalt férfi, Clay Thompson nemrég megölte saját gyilkosát. Mikor megérkezik a helyi seriff, Jody Mills, beszélni óhajt a két "FBI ügynök" felettesével, ám a vonal túlsó oldalán felismeri a Willis ügynökként bemutatkozó Bobby hangját. Mills hagyja elsétálni a fiúkat, megparancsolja nekik, bármiben is sántikálnak, hagyják abba. A fiúk elmennek a környéken élő Bobby-hoz, aki elmondja nekik, ő már utánajárt az ügynek, semmi szokatlan nincs benn, Sutton ugyanis rossz ember volt, rengetegen akarhatták gyilkolni. A fivérek azonban nem hisznek neki, elmennek a helyi temetőbe, ahol a sír kiásása után meglepően tapasztalják, az állítólagos feltámadt férfi valóban nincs a koporsójában, valami arra ugyanis egy lyukat szabott. 
Hogy még többet megtudjanak, betörnek Thompson lakásába, ahol találkoznak Clay-jel, aki családjával úgy viselkedik, mintha misem történt volna. Deanék úgy döntenek, elviszik a férfit, ám ekkor megjelenik a seriff és társa, a bilincs pedig a fivéreken csattan, az élőhalott férfi szabadon távozhat. A nagy értetlenség közepette, hajnalban Bobby tér be a rendőrkapitányságra, és kihozza Winchesteréket, majd otthonába visszatérve, bemutatja nekik feleségét, Karent, aki már évek óta meghalt; Bobby kénytelen volt megölni, mivel a nőt egy démon megszállta. Karen szintén teljesen hétköznapiasan viselkedik, süt-főz, és férje kedvében jár, akit azonban a fiúk próbálnak meggyőzni, ez nem helyes. Bobby viszont örül, hogy visszakapta szerelmét, és hozzá hasonlóan sokan vannak még a városba, akinek visszatért egy-egy hozzátartozója, köztük a seriff is. A legkülönösebb azonban az, hogy Karent a halála után elhamvasztották, nem maradt meg a teste. Miután világos lesz, Dean ottmarad Bobby házánál őrködni, Sam pedig ellátogat a családokhoz, ahol zombik vannak. Egy ház bejárata előtt vérfoltokat talál, ezért betör az épületbe, ahol egy már meggyilkolt férfi mellett egy élőhalott nő támad rá, így kénytelen őt fejbe lőni. Ez idő alatt, Deant betessékeli Karen az otthonába, és pitét kínál neki, miközben elmondja, emlékszik rá, hogy Bobby ölte meg még régen, ennek ellenére mindennél jobban szeretné, ha férje arcára visszatérjen a mosoly. Sam betoppan, és győzködni kezdi Bobby-t, ölje meg Karent, az élőholtak ugyanis hamarosan mind át fognak változni vérszomjas fenevadakká, erre azonban a férfi kirúgja a fivéreket a házából. 
Távozásuk után, Karen valóban furcsán kezd viselkedni, és ő maga kéri meg férjét, ölje meg, Bobby ezért drámai pillanatok közt, megteszi. Dean visszatér Bobby-hoz, Sam pedig kénytelen lelőni a seriff zombi kisfiát, aki korábban már végzett apjával. Miután az élőholtak támadása megkezdődik, Dean és Bobby a roncstelepen, míg Sam és a Mills seriff a rendőrkapitányságon, a többi helyivel veszi fel a harcot a túlélés érdekében. A Singer háznál azonban hamarosan a zombik kerülnek fölénybe, ekkor pedig megjelenik Sam és Mills, akik aztán fegyvereikkel véget vetnek az inváziónak. 
Reggelre virradóan, a fivérek és a seriff egy máglyán elégetik a holtakat, Bobby pedig egy külön rakáson vesz búcsút feleségétől. A férfi elmondja, hiába tölthetett néhány napot feleségével, ettől sokkal nehezebb lesz neki, illetve tudja, hogy a holtak miért pont a környéken támadtak fel: mielőtt ismét lelőtte Karent, a nő elmesélte neki, hogy maga a Halál küldte vissza, hogy átadja Bobby-nak azt az üzenetet, hogy a Winchestereknek való segítségnyújtás végett őt szemelte ki magának leendő áldozatául...

## Természetfeletti lények

### Zombik
A zombi az ember lelke, melyet Voodo mágia segítségével rá lehet kényszeríteni, hogy élőhalottként gazdáját szolgálja.

## Időpontok és helyszínek
- 2010. februárja – Sioux Falls, Dél-Dakota

## Külső hivatkozások
- Supernatural-Dead Man Don't Wear Plaid az Internet Movie Database oldalon (angolul)